# John Mykkanen
John Mykkanen (Anaheim, 8 de septiembre de 1966) es un nadador estadounidense retirado especializado en pruebas de estilo libre, donde consiguió ser campeón olímpico en 1984 en los 400 metros.

## Carrera deportiva
En los Juegos Olímpicos de Los Ángeles 1984 ganó la medalla de plata en los 400 metros estilo libre, con un tiempo de 3:51.49 segundos, tras su compatriota George DiCarlo y por delante del australiano Justin Lemberg.
También ganó la medalla de plata en la Universiada de Verano de Kobe 1985.